# Benito Molas
Benito Molas García (Burgos, 21 de enero de 1885 - Yela, 15 de septiembre de 1928) fue un oficial, observador y aeronauta español.

## Vida
En 1902, tras graduarse en el bachillerato en Burgos, ingresó en la Academia de Artillería de Segovia, graduándose en 1907 como teniente.
En 1917 redactó una Memoria sobre la corrección del tiro de Artillería que le ganó un premio de un viaje por diversas ciudades francesas por Real Orden, en las que pudo observar las novedades militares introducidas allí por la Primera Guerra Munical. En 1918 ingresó en el curso de observadores de la aeroestación que se estaba estableciendo en Guadalajara. El 26 de octubre de 1922 recibió el título de observador de globos y le ofrecieron un puesto de profesor en la misma escuela, cargo que ocupó en 1923 para el Curso de Observadores del Servicio de Aerostación de Guadalajara. Continuó su carrera en la aerostática realizando exhibiciones en 1923 con el globo Clío y en 1924 ascendió a capitán. Poco después consiguió el título de observador aerostero y piloto de 2.ª categoría de globo libre, superando una prueba en la que alcanzó 2140 metros de altitud y desplazándose 60 kilómetros.
Fue voluntario durante el desembarco de Alhucemas, donde vio como observador los movimientos de las tropas desde el aire en un globo amarrado al acorazado Jaime I. Permaneció 18 horas seguidas en el globo y con sus observaciones ayudó en la corrección del tiro de artillería y la observación de los movimientos enemigos.
Representó a España en dos ocasiones en la competición de la Copa Gordon Bennett, en 1926 en Amberes, pilotando el globo Capitán Peñaranda, quedando en sexto lugar de 14 participantes, y 1927 en Detroit, pilotando el globo Hispania con el comandante Maldonado, consiguiendo el quinto lugar.
En 1928 consiguió el título de piloto de 1.ª categoría por Real Orden del 14 de junio de 1928, con antigüedad del 26 de mayo de 1927, lo que implicaba un aumento de salario del 20%. El año anterior se le había concedido la Cruz de la Real Orden de San Hermenegildo, por 25 años de servicio, y la Cruz de 2.ª Clase del Mérito Naval, con distintivo rojo.
El 20 de octubre de 1928 fue ascendido al grado de comandante y pasó a la Jefatura Superior de Aeronáutica-Negociado de Aerostación, preparando una Memoria para el proyecto de superar la marca mundial de altura en globo. Durante su estudio tuvo en cuanta diversos elementos, como el globo, la meteorología e incluso el diseño de un traje especial que llegó a realizarse y emplearse en el ascenso. Lo aprendido con este traje serviría posteriormente a Emilio Herrera Linares para realizar el suyo, que ha sido considerado un antecedente del traje espacial.
Falleció el 15 de septiembre de 1928 durante el ascenso, procedente de Madrid. Su cuerpo fue encontrado en la góndola del globo junto a Caravaca. Un barógrafo colocado en el globo indicó que había superado dos veces una altitud de 11 000 metros, no alcanzando el récord mundial que estaba en manos del estadounidense Gray con 13 000 metros. La autopsia indicó que había fallecido por asfixia, posiblemente por un fallo en el traje. Se le enterró en el cementerio de San Isidro de Carabanchel, al pie del Monumento a las Víctimas de la Aviación.
En 2018 se realizó una exposición en su honor en Guadalajara y en 2019 de nuevo en otra en Guadalajara y Madrid llamada De Guadalajara a la Estratosfera.